# Arboldswil

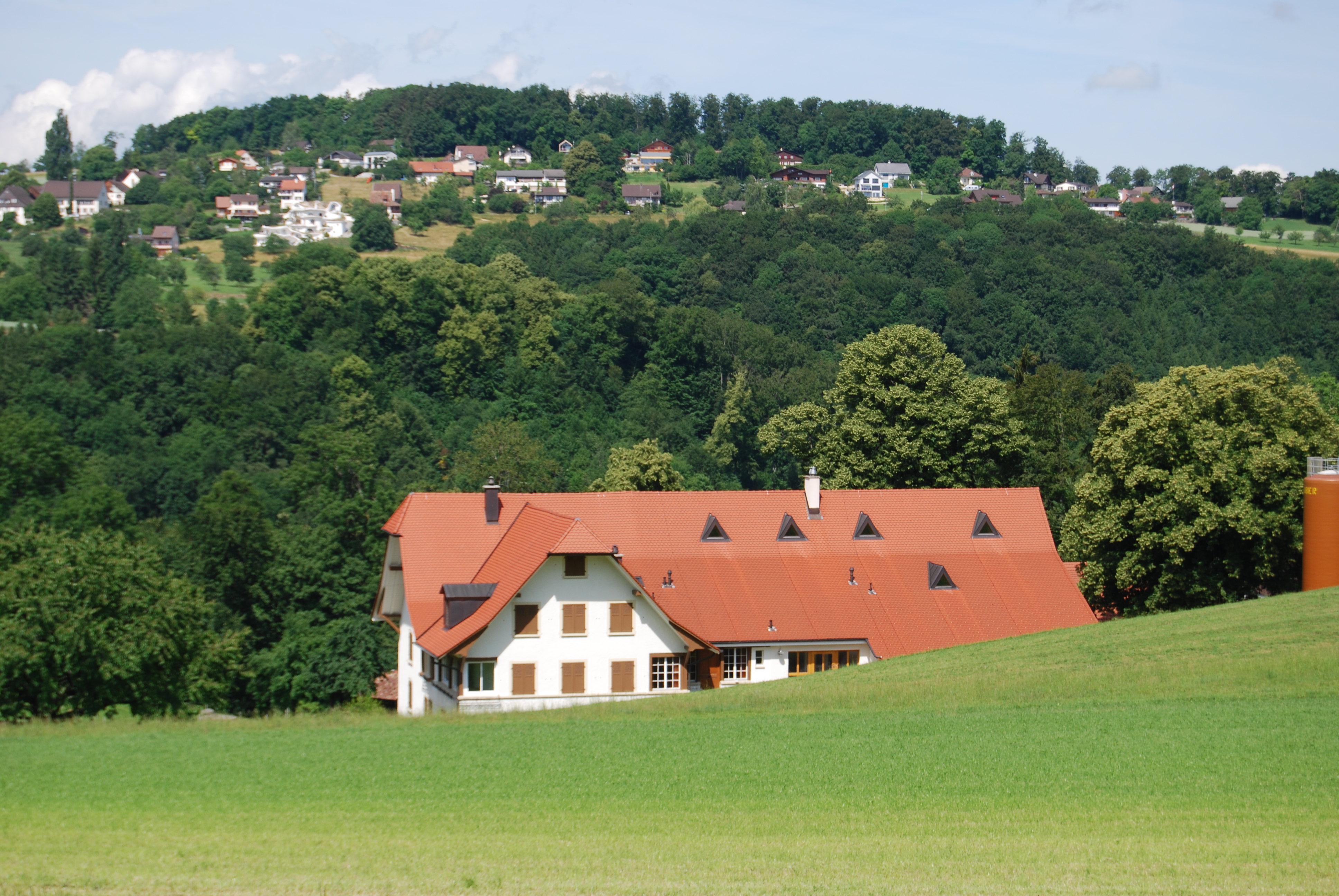
Arboldswil

Arboldswil is een gemeente en plaats in het Zwitserse kanton Basel-Landschaft, en maakt deel uit van het district Waldenburg.
Arboldswil telt 539 inwoners.